# Drosselschmiede

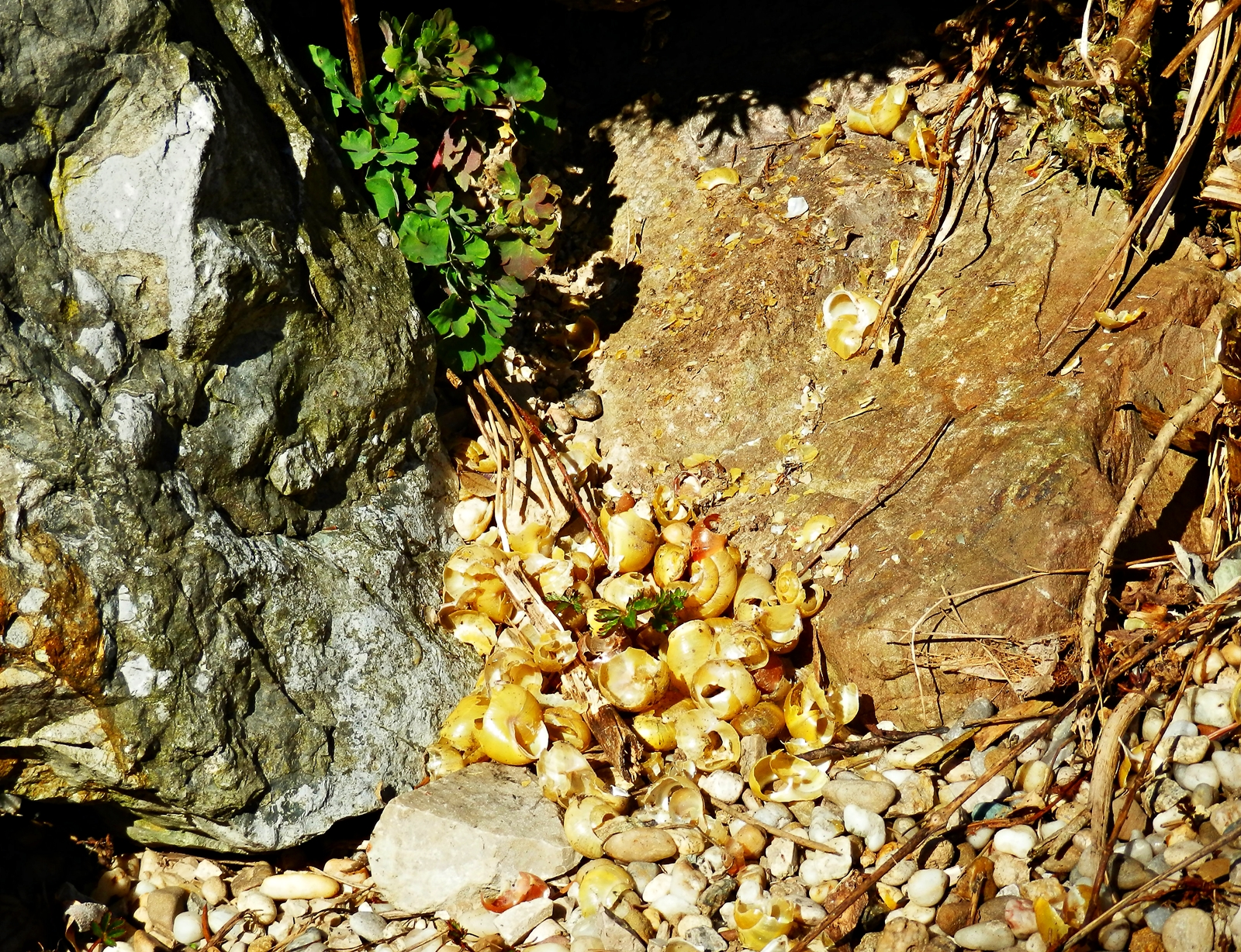
Eine Drosselschmiede, aufgenommen im Wienerwald.

Als Drosselschmiede (gelegentlich auch Schneckenschmiede) bezeichnet man einen Stein, an dem Drosseln und andere Singvögel Schneckengehäuse zertrümmern, um an deren Inhalt zu gelangen.
Besonders die Singdrossel, aber auch andere Vertreter der Familie der Drosseln, sind eifrige Verspeiser und damit natürliche Fressfeinde von Bänderschnecken. Da sie nicht fähig sind, das Gehäuse mit ihrem Schnabel zu zerstören oder die Schnecke komplett zu schlucken, suchen sie sich einen geeigneten Stein, auf dem sie dann das Schneckenhaus zertrümmern können.
Da die Drosseln immer wieder zu demselben Stein zurückkehren, kann man eine Drosselschmiede leicht an den angesammelten Resten der Schneckenhäuser erkennen.